# Kids English Zone
Kids English Zone è un programma televisivo in lingua inglese. I protagonisti sono dei bambini di diversa fascia d'età. La serie viene proposta in Italia da Rai Educational sul portale IlD in chiave didattica, destinata all'insegnamento dell'inglese a bambini che iniziano l'apprendimento di questa lingua.
L'impostazione metodologica della serie è basata sul learning by doing e sul apprendimento collaborativo.